# Clemens XI
Clemens XI (latin den milde), egentligen Giovanni Francesco Albani, född 23 juli 1649 i Urbino, Kyrkostaten, död 19 mars 1721 i Rom, var påve från den 23 november 1700 till sin död, 19 mars 1721. Han härstammade från den albanska emigrantsläkten Albani.

## Tidig karriär och kardinalskap
Giovanni Francesco Albani föddes som son till adelsmannen Carlo II Albani och adelsdamen Elena Mosca. Albani fick sin akademiska utbildning vid Collegio Romano i Rom. 1670 blev han kanik vid basilikan San Lorenzo in Damaso i närheten av Campo dei Fiori. Under de följande åren hade han ett flertal diplomatiska uppdrag. Han var även domare i en kyrklig domstol. Påven Alexander VIII utsåg 1690 Albani till kardinaldiakon av Santa Maria in Aquiro; kort därefter fick han istället Sant'Adriano vid Forum Romanum som titelkyrka. Kardinal Albani hade stor del i bullan Romanum decet Pontificem som promulgerades av Innocentius XII 1692. Bullan förbjud nepotism. Albani upphöjdes 1700 till kardinalpräst av San Silvestro in Capite.

## Pontifikat
Kardinal Albani prästvigdes inte förrän 1700 och celebrerade sin prima missa i basilikan Santa Maria degli Angeli den 6 oktober. I slutet av påföljande månad valdes han till påve och tog namnet Clemens XI.
Clemens XI:s pontifikat kännetecknades av ett närmande till Frankrike, och under det spanska tronföljdskriget stod han på Bourbonernas sida, tills han 1709 tvingades erkänna deras motståndare ärkehertig Karl som kung av Spanien. I Rom främjade Clemens XI vetenskap och konst och förvärvade bland annat åt Vatikanbiblioteket en rik samling orientaliska handskrifter. 
Han utgav 1713 bullan Unigenitus som fördömde jansenismen.